# Blåbröstad flugsnappare
Blåbröstad flugsnappare (Cyornis herioti) är en fågel i familjen flugsnappare inom ordningen tättingar endemisk för norra Filippinerna.

## Utseende och läte
Hane blåbröstad flugsnappare är en vacker fågel med djupblått på strupen, bröstet och ovansidan, ett svartaktigt ansikte och ljusblått i pannan och i ett ögonbrynsstreck. Honan har brun rygg, rostrött på vingar och stjärt, grått huvud, orangefärgad strupe och ett ljust ögonbrynsstreck. Båda könen har vit buk och verkar rätt stora med kraftiga näbbar.
Hanen liknar blåvit flugsnappare, men har olikt denna orangekantad vit buk. Honan påminner om hona mugimakiflugsnappare, men skiljer sig bland annat genom grått huvud. Sången består av ett ljust och gällt "tsiiiiiiiii!" följt av en rad olika lägre toner.
Hane bikolflugsnappare, tidigare behandlad som underart, skiljer sig tydligt genom orangefärgat snarare än blått bröst, mycket svagare blått ögonrynsstreck, matt blåsvart hjässa (ej mörkblå), mer gråbeige på nedre delen av flankerna. Skillnaden mellan honorna har inte dokumenterats.

## Utbredning och systematik
Blåbröstad blåflugsnappare förekommer endast i bergstrakter i norra Filippinerna, på ön Luzons norra och centrala delar. Den behandlas som monotypisk, det vill säga att den inte delas in i några underarter. Fram tills nyligen inkluderades bikolflugsnapparen (Cyornis camarinensis) i arten, men denna urskildes 2016 som egen art av BirdLife International och IUCN, 2022 av Clements et al och 2023 av International Ornithological Congress. 

## Levnadssätt
Blåbröstad flugsnappare hittas i regnskog på medelhög höjd. Den ses enstaka, i par eller som en del av artblandade kringvandrande flockar. Fågeln är tillbakadragen och håller sig lågt i vegetationen, mestadels upp till två meter ovan mark. Enda beskrivna boet var en mosstäckt skål med två ägg som placerats i en klippskreva intill ett vattendrag. Födan är dåligt känd men består av små ryggradslösa djur.

## Status och hot
Blåbröstad flugsnappare verkar ha ett litet och fragmenterat bestånd, bestående av uppskattningsvis 10 000–20 000 vuxna individer. Den tros också minska i antal, men anses inte vara hotad. Internationella naturvårdsunionen IUCN kategoriserar den som nära hotad.

## Namn
Fågelns vetenskapliga artnamn hedrar britten Frederick Maitland-Heriot (1852-1925), samlare av specimen i Filippinerna 1884.